# 上郡之战
上郡之战是发生于前144年的一次小规模的汉军匈奴遭遇战。
当年六月，匈奴入侵雁门和上郡，李广受汉景帝命前往抵御。在一次单独行动中，李广与部下约百余人突然遇到匈奴上千人的骑兵力量。李广使用疑兵计，知弱而不逃，使得匈奴军队怀疑他埋有伏兵。到晚上，匈奴依然怕伏兵，因此撤退而去，李广得脱。